# Чемпионат Мозамбика по баскетболу
Баскетбольная лига Мозамбика  или лига Мозала - баскетбольная лига Мозамбика. Победившая команда получает выход в плей-офф Кубка чемпионов. 

## Награды
В конце каждого сезона Федерация баскетбола Мозамбика награждает лучших игроков по итогам одного сезона. 
С 2015 года начали давать награду за Самого Ценного Игрока, а с 2022 за Лучшего Бомбардира.

## Участники 2022[1]
| Команда                    | Город    |
| -------------------------- | -------- |
| Максаквене                 | Мапуту   |
| Коста До Сол               | Мапуту   |
| Ферровиариво               | Мапуту   |
| Ферровиариво               | Бейра    |
| Политектиника              | Мапуту   |
| Молодёжный совет Нампипина | Нампипин |
| Спортинг                   | Килимане |
| Ферровиариво               | Нампула  |